# Ptecticus flaviceps
Ptecticus flaviceps är en tvåvingeart som beskrevs av Jacques-Marie-Frangile Bigot 1879. Ptecticus flaviceps ingår i släktet Ptecticus och familjen vapenflugor. Inga underarter finns listade i Catalogue of Life.